# شرلنهایم
شرلنهایم (به فرانسوی: Scherlenheim) یک کمون در فرانسه با جمعیت ۱۱۳ نفر است که در Canton of Hochfelden واقع شده‌است.